# Silawan
Silawan is een bestuurslaag in het regentschap Belu van de provincie Oost-Nusa Tenggara, Indonesië. Silawan telt 3313 inwoners (volkstelling 2010).